# Quindeje
Quindeje é uma cidade e município angolano que se localiza na província do Zaire.
Anteriormente uma vila-comuna do município de Nezeto, em 5 de setembro de 2024 foi elevada a condição de cidade e município da província do Zaire.
O município é constituído pela comuna-sede, equivalente à cidade de Quindeje, e ainda pela comuna de Quibala Norte.
Foi designada "Bessa Monteiro" no período colonial.